# Vindica te tibi
Vindica te tibi è parte di un'espressione in lingua latina utilizzata nell'esordio della raccolta epistolare che Seneca indirizza all'amico/allievo Lucilio. 
La locuzione completa è la seguente:
Il significato complessivo della frase è: rivendica il tuo diritto su te stesso, con la conseguente necessità di rendersi padroni di sé stessi e con l'implicita esortazione, quindi, a impiegare il proprio tempo al meglio, spesso sprecato. Seneca, infatti, sosteneva che il tempo non è breve, anzi, per ognuno è molto lungo. Siamo noi, per Seneca, che lo sprechiamo in futili pensieri, da qui il vendicarsi del tempo sottratto, oltre che di ripresa della padronanza di sé.